# .cr
.cr — в Інтернеті, національний домен верхнього рівня (ccTLD) для Коста-Рики.

## Домени 2-го та 3-го рівнів
В цьому національному домені нараховується близько 24,400,000 [Архівовано 11 квітня 2022 у Wayback Machine.] вебсторінок (станом на липень 2010 року).
У наш час використовуються та приймають реєстрації доменів 3-го рівня такі доменні суфікси (відповідно, існують такі домени 2-го рівня):
| Суфікс | Регламентовані користувачі                                            |
| ------ | --------------------------------------------------------------------- |
| .ac.cr | Наукові та дослідницькі установи, коледжі, університети або інститути |
| .co.cr | Комерційні установи, корпорації                                       |
| .ed.cr | Наукові та дослідницькі установи, коледжі, університети або інститути |
| .or.cr | Неприбуткові, неурядові організації                                   |